# Seznam australských panovníků

Standarta australského krále (1962–2022)

1. ledna 1901 (po deseti letech plánování, porad a hlasování) vzniká "nezávislá" federace Australské společenství jako britské dominium. Jednalo se o autonomní polonezávislý stát, pod vládou britského krále, který je od té doby zároveň králem či královnou Austrálie (King of Australia / Queen of Australia ). V roce 1931 přijal britský parlament Westminsterský statut, podle něhož se Austrálie stala plně nezávislým královstvím se společným panovníkem s Velkou Británií. Austrálie přijala Westminsterský statut až roku 1942 (a to retrospektivně k 3. září 1939, kdy začala druhá světová válka). Tzv. Australia Act z roku 1986 definitivně odstranil zbylé ústavní vazby na Velkou Británií kromě společného panovníka (personální unie). 
Australský panovník je v Austrálii zastupován australským generálním guvernérem.

## Králové Austrálie
| Hannoverská dynastie                                               |              |                                    |           |                                                               |                                                  |
| jméno                                                              | obrázek      | období vlády                       | život     | rodiče                                                        | poznámky                                         |
| Viktorie I.                                                        | Viktorie I.  | 1. ledna – 22. ledna 1901          | 1819–1901 | Eduard August Hannoverský Viktorie Sasko-Kobursko-Saalfeldská | 1. ledna 1901 bylo ustanoveno dominium Austrálie |
| Dynastie Sachsen-Coburg-Gotha (od roku 1917 = Windsorská dynastie) |              |                                    |           |                                                               |                                                  |
| jméno                                                              | obrázek      | období vlády                       | život     | rodiče                                                        | poznámky                                         |
| Eduard VII.                                                        | Eduard VII.  | 1901–1910                          | 1841–1910 | Albert Sasko-Kobursko-Gothajský Viktorie I.                   |                                                  |
| Jiří V.                                                            | Jiří V.      | 1910–1936                          | 1865–1936 | Eduard VII. Alexandra Dánská                                  | od r. 1931 je Austrálie nezávislý stát           |
| Eduard VIII.                                                       | Eduard VIII. | 20. leden 1936 – 11. prosinec 1936 | 1894–1972 | Jiří V. Marie z Tecku                                         |                                                  |
| Jiří VI.                                                           | Jiří VI.     | 1936–1952                          | 1895–1952 | Jiří V. Marie z Tecku                                         |                                                  |
| Alžběta II.                                                        | Alžběta II   | 1952–2022                          | 1926–2022 | Jiří VI. Elizabeth Bowes-Lyon                                 |                                                  |
| Karel III.                                                         | Karel III.   | od 2022                            | *1948     | Philip Alžběta II.                                            |                                                  |